# Stahlhelm-Studentenring Langemarck
Der Stahlhelm-Studentenring „Langemarck“ war eine paramilitärische Organisation in der Zeit der Weimarer Republik und Hochschulableger des Stahlhelm-Bunds der Frontsoldaten. Er richtete sich vorrangig an jüngere, frontunerfahrene Studenten, die im „soldatischen und vaterländischen Geist“ erzogen werden sollten. Dies kam bereits in der Namensgebung zum Ausdruck, die sich auf den seinerzeit sehr populären Langemarck-Mythos bezog.
Erste Stahlhelm-Hochschulgruppen entstanden 1926/27 in Berlin, Köln, Kiel, Dresden, Jena und Halle (Saale). In der Folgezeit breitete sich der Ring rasch an den deutschen Hochschulen aus: So gab es im Wintersemester 1928/29 bereits 17 Hochschulgruppen; 1931 waren es bereits über 50 Gruppen, denen jeweils zwischen 10 und 150 Mitglieder angehörten. Seit 1929 unter der Führung des jungkonservativen Publizisten Eduard Stadtler, wurde der Ring ab 1930/31 auch in Österreich aktiv, wo er eng mit der dortigen Heimwehrbewegung zusammenarbeitete.
Wie seine Mutterorganisation propagierte auch der Stahlhelm-Studentenring die Pflege „soldatischer Tugenden“ und völkisch-nationaler Gesinnung als Voraussetzung für die „nationale Wiedergeburt“ Deutschlands. Seine Hauptarbeitsgebiete lagen dementsprechend in der Durchführung von Wehrsport- und Arbeitslagern sowie in der politischen Propaganda, z. B. für das sogenannte Grenz- und Auslandsdeutschtum. Daneben nahm der Studentenring auch an örtlichen AStA-Wahlen teil und bemühte sich dort insbesondere um die Besetzung der Referate für Presse-, Wehr- und Auslandsfragen sowie für politische Bildung.
Mit dem etwa zur gleichen Zeit aufkommenden Nationalsozialistischen Deutschen Studentenbund (NSDStB) standen die Stahlhelmgruppen anfangs in gewisser Rivalität, vor allem weil letztere sich als „überparteilich“ verstanden und Parteipolitik ablehnten. Aufgrund ihrer weitgehenden ideologischen Übereinstimmung kam es jedoch zunehmend zu örtlichen Kooperationen, gemeinsamen Wahllisten etc., was letztlich die Machtergreifung des NSDStB innerhalb der Deutschen Studentenschaft im Sommer 1931 beförderte. Zwar schloss sich der Stahlhelm-Studentenring im Herbst 1932 vorübergehend der in Opposition zum NSDStB gebildeten Hochschulpolitischen Arbeitsgemeinschaft studentischer Verbände (Hopoag) an. Nach der Machtübernahme der Nationalsozialisten gliederte sich der Studentenring jedoch im Juli 1933 widerstandslos in den NSDStB ein.
Zwischen 1929 und 1932/33 gab der Studentenring die Zeitschrift „Der Stahlhelm-Student“ heraus.